# Novalaise
Novalaise település Franciaországban, Savoie megyében. Lakosainak száma 2243 fő (2022. január 1.). Novalaise Aiguebelette-le-Lac, Ayn, Dullin, Gerbaix, Marcieux, Nances, Rochefort, Saint-Alban-de-Montbel és Sainte-Marie-d’Alvey községekkel határos.

## Népesség
A település népességének változása:
| Lakosok száma | 1982 | 2067 | 2117 | 2071 | 2109 | 2147 | 2185 | 2205 | 2243 |
|               | 2013 | 2015 | 2016 | 2017 | 2018 | 2019 | 2020 | 2021 | 2022 |